# Gobiodon histrio
Gobiodon histrio là một loài cá biển thuộc chi Gobiodon trong họ Cá bống trắng. Loài này được mô tả lần đầu tiên vào năm 1837.

## Từ nguyên
Từ định danh histrio trong tiếng Latinh có nghĩa là "diễn viên". Tên gọi này do Kuhl & van Hasselt đặt, mà hàm ý theo Valenciennes là đề cập đến sự tương đồng về hoa văn bắt mắt giữa loài cá này với Histrio histrio (thuộc họ Cá lưỡi dong).

## Phân bố và môi trường sống
G. histrio có phân bố trải rộng trên vùng Đông Ấn - Tây Thái, bao gồm cả Biển Đỏ, và từ quần đảo Andaman về phía đông đến quần đảo Samoa, ngược lên phía bắc đến quần đảo Ryukyu, xa về phía nam đến Úc (gồm cả đảo Lord Howe). Ở Việt Nam, G. histrio được ghi nhận tại vịnh Nha Trang và quần đảo Trường Sa.
G. histrio là một loài sống cộng sinh với san hô Acropora, đặc biệt ưa sống với loài Acropora nasuta, được tìm thấy trên các rạn san hô ngoài khơi và trong đầm phá ở độ sâu đến ít nhất là 15 m.
Một điểm tương đồng về sự thích nghi môi trường sống giữa G. histrio ở Úc và Fiji là chúng có xu hướng cư trú trên các cụm san hô A. nasuta có đường kính lớn. Tuy nhiên, vẫn có sự khác biệt về sự ưu tiên chọn môi trường sống giữa các vùng địa lý. Không giống như ở Úc, G. histrio ở Fiji ưa thích cư trú trên các cụm A. nasuta có khoảng cách giữa các nhánh hẹp hơn. G. histrio ở Úc lại ưa thích san hô A. nasuta có màu xanh lam hơn là biến thể màu nâu. Kết quả thí nghiệm cho thấy, G. histrio ở Fiji không phân biệt A. nasuta dựa trên màu sắc mà chỉ sử dụng hình thái cấu trúc để lựa chọn môi trường sống của chúng.
Tại đảo Lizard (rạn san hô Great Barrier), những cá thể G. histrio nhỏ, đơn lẻ thường chiếm giữ các san hô nhỏ (đường kính dưới 15–20 cm), còn những cặp lớn hơn chiếm giữ san hô lớn (đường kính trên 15–20 cm). G. histrio nhỏ và lớn đều ưa sống ở san hô lớn, nhưng cá thể nhỏ thường bị đuổi khỏi san hô lớn khi có sự hiện diện của cá thể lớn hơn. Cá nhỏ có nhiều khả năng sử dụng san hô lớn khi có mặt một con trưởng thành so với khi xuất hiện một cặp trưởng thành, cho thấy rằng cá nhỏ có thể đã mất đi một cá thể trong cặp sinh sản của nó.

## Mô tả
Chiều dài lớn nhất được ghi nhận ở G. histrio là 3,5 cm. Loài này có màu xanh lục với các vệt sọc, hoặc là các sọc đứt đoạn, hàng đốm màu đỏ tươi ở hai bên thân. Có 4–5 sọc dọc màu đỏ trên đầu, sọc đầu tiên băng qua mắt, sọc cuối băng qua gốc vây ngực (các sọc vượt lên trên tầm mắt). Có một đốm đen ở phía cuối trên của nắp mang.
G. histrio có kiểu hình rất giống với Gobiodon aoyagii và Gobiodon erythrospilus. Thay vì là các sọc đỏ như G. histrio và G. erythrospilus, G. aoyagii lại xuất hiện các hàng đốm tròn trên thân. Giữa G. histrio và G. erythrospilus có thể khó phân biệt hơn, nhưng để ý sẽ thấy các vệt đỏ trên đầu của G. erythrospilus lại ngắn hơn (không vượt lên tầm mắt như G. histrio) và loài này không có đốm đen trên nắp mang.
Số gai vây lưng: 6–7; Số tia vây lưng: 10; Số gai vây hậu môn: 1; Số tia vây hậu môn: 9; Số gai vây bụng: 1; Số tia vây bụng: 5.

## Sinh thái
G. histrio và cá bống Paragobiodon echinocephalus góp phần loại bỏ tảo lục Chlorodesmis fastigiata, một loại tảo có khả năng cảm nhiễm qua lại gây ức chế sự phát triển của san hô A. nasuta (bằng cách tạo ra vùng thiếu oxy hoặc tăng lượng vi khuẩn có hại cho san hô). Trong vòng vài phút sau khi tiếp xúc với tảo độc, hoặc chỉ tiếp xúc qua chiết xuất hóa học của tảo, san hô sẽ tỏa ra mùi thu hút cá bống đến để dọn tảo cho chúng. G. histrio tiêu thụ luôn cả tảo C. fastigiata, trong khi P. echinocephalus chỉ loại bỏ C. fastigiata nhưng không tiêu thụ nó.
G. histrio tiết ra độc tố trên da của chúng. Thí nghiệm của Dixson và Hay (2012) cho thấy, dịch nhầy tiết ra từ G. histrio đã tiếp xúc với C. fastigiata khiến loài săn mồi mất thăng bằng (ngả về phía trước hoặc sang một bên) nhanh hơn gấp đôi so với G. histrio không tiếp xúc với C. fastigiata.
Sau khi một loài săn mồi bắt được G. histrio, chúng sẽ ngay lập tức nhả G. histrio ra do độc tố tiết ra từ dịch nhầy. Nhưng những kẻ săn săn mồi vẫn lặp lại hành vi này nhiều lần, và G. histrio vẫn luôn sống sót sau khi bị nhả ra. Tuy nhiên, G. histrio vẫn có thể bị tiêu thụ sau khoảng 1,5 phút, thời gian tối thiểu mà cá bống được xử lý trong miệng kẻ săn mồi.

## Thương mại
G. histrio được thu hoạch trong ngành buôn bán cá cảnh.